# Canthonosoma macleayi
Canthonosoma macleayi là một loài bọ cánh cứng trong họ Bọ hung (Scarabaeidae).